# Zespół Trójstronny ds. Kolejnictwa
Zespół Trójstronny ds. Kolejnictwa – powołana w 2003 branżowa instytucja dialogu społecznego. Tworzona jest przez przedstawicieli rządu, pracodawców kolejowych i związków zawodowych. 
Obecnie z ramienia rządu w skład komisji wchodzi 3 przedstawicieli w randze sekretarza lub podsekretarza stanu, reprezentujących Ministerstwo Transportu, Budownictwa i Gospodarki Morskiej, Ministerstwo Pracy i Polityki Społecznej oraz Ministerstwo Finansów.
Z ramienia związków zawodowych: 17 osób, reprezentujących 14 organizacji związkowych.
Z ramienia pracodawców: 5 osób reprezentujących Związek Pracodawców Kolejowych.
Sekretariat Zespołu prowadzi Ministerstwo Transportu, Budownictwa i Gospodarki Morskiej.